# Charge'n Blast
Charge'n Blast est un jeu vidéo d'action de type run and gun développé par Sims et sorti en 1999 sur borne d'arcade. Il a été adapté sur Dreamcast en 2001.

## Accueil
- Joypad : 4/10[2]